# J-1 (foguete)

J-1

J-1 foi um foguete japonês de três estágios e combustível sólido, desenvolvido na década de 1990 pela Nissan. A versão original foi redesenhada, devido ao alto custo de produção, dando origem ao J-1 F2. Seu lançamento ocorreu em 11 de fevereiro de 1996, atingindo uma altura de 110 km.

## J-1 F2
Com desenvolvimento e custo menor que o J-1, também construído pela Nissan, foi utilizado na primeira fase dos reforços de  um foguete japonês, chamado H-IIA. A segunda e terceira etapa, são as mesmas que a do J-1, entretanto, os aviônicos foram melhorados e atualizados.

## Especificações

### J-1
- Carga útil: 850 kg.
- Empuxo na decolagem: 1.550 kN.
- Massa total: 88,580 kg.
- Diâmetro do corpo principal: 1,80 m.
- Comprimento total: 33,1 m.

### J-1 F2
- Carga útil: 850 kg.
- Empuxo na decolagem: 1.800 kN.
- Massa total: 91,580 kg.
- Diâmetro do corpo principal: 2,50 m.
- Comprimento total: 26,2 m.